# Авиационное страхование
Авиационное страхование — подотрасль страхования, включающая:
- страхование рисков авиационного предприятия (авиакомпании);
- страхование ответственности за продукт в авиации.

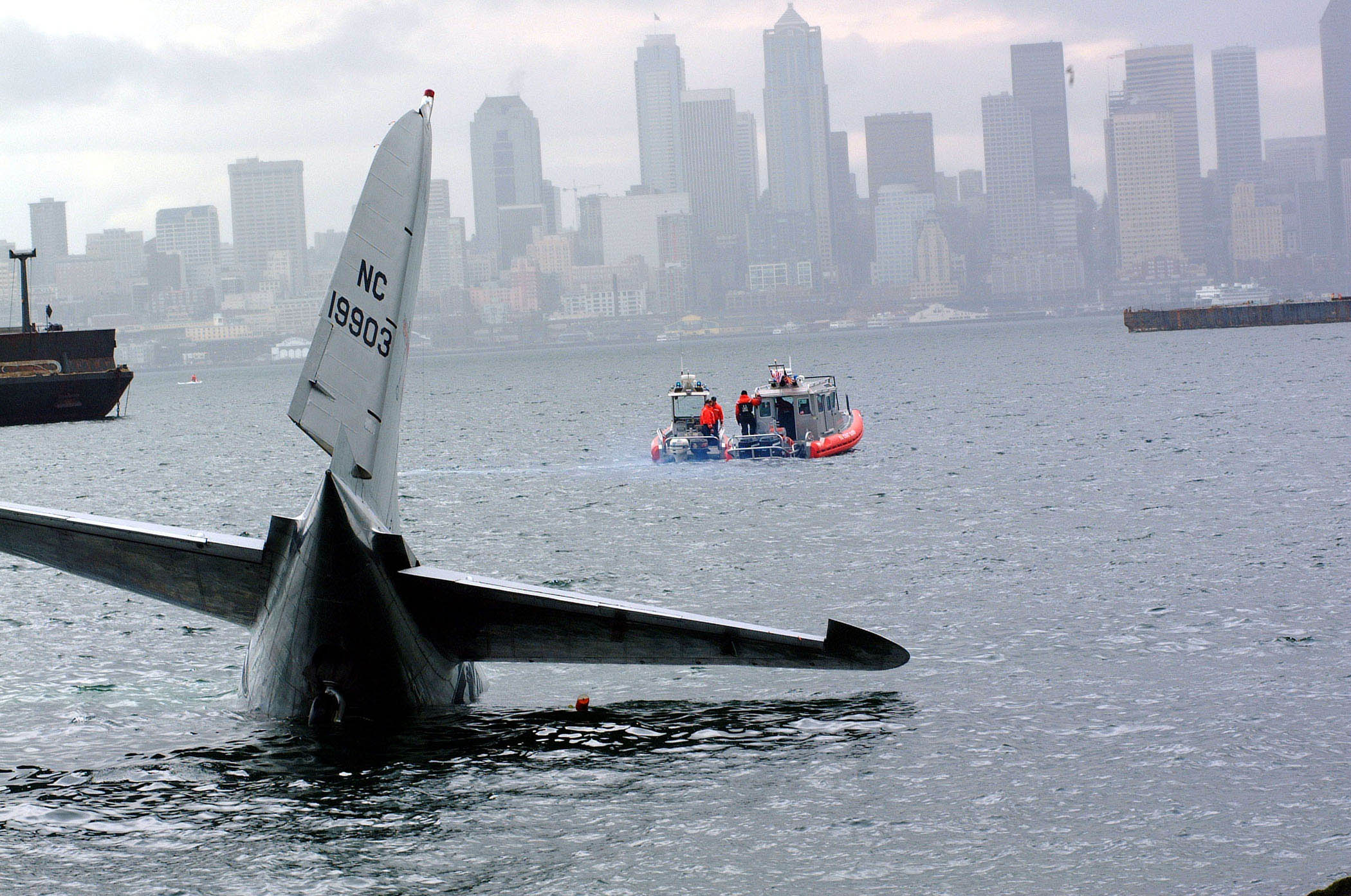
Авиационное страхование покрывает риск потери воздушного судна

Авиационное страхование возникло в начале XX века и достигло наивысшего расцвета в его второй половине в связи с развитием гражданской авиации, увеличением количества воздушных судов и объёмов перевозки грузов и пассажиров.
Особенностью авиационного страхования является катастрофический характер убытков и соответственно большие суммы страховых выплат. По этой причине данным страхованием занимаются крупные страховые компании, иногда объединяющиеся в страховые пулы. Почти все авиационные риски перестраховываются для получения сбалансированного страхового портфеля по этому виду страхования.

## Страхование рисков авиакомпании
Страхование рисков авиакомпании включает:
- Авиационное каско, или страхование воздушного судна как вида имущества;
- Страхование гражданской ответственности владельца воздушного судна;
- Страхование экипажа;
- Страхование перевозимых по воздуху грузов[2];
- другие риски.

Предметом страхования авиационного каско является потеря или повреждение воздушного судна по причине несчастного случая на земле, в воздухе, в воде или при транспортировке. Стандартные условия авиационного каско исключают военные риски, акты террора, насилия или саботажа, забастовки, гражданские волнения, арест воздушного судна и его изъятие по решению властей.
Некоторые исключения из стандартного страхового покрытия, например, военные риски, могут быть застрахованы по отдельному договору.
К страхованию рисков авиакомпании относится также страхование от перерывов в производстве и страхование поломок агрегатов двигателей.

## Страхование ответственности авиаперевозчика (авиакомпании)
В большинстве стран и соответственно при полётах за границу авиакомпании обязаны страховать свою ответственность перед третьими лицами за причинённый ущерб.
Существует Варшавская конвенция по ответственности перевозчиков, которая устанавливает минимальные размеры ответственности на случай гибели пассажиров и потерю или повреждение багажа.
Согласно Воздушному кодексу Российской Федерации (ст.133 п.9) установлены следующие лимиты ответственности (страховые суммы) при обязательном страховании гражданской ответственности перевозчика перед пассажиром воздушного судна: по ущербу жизни и здоровью - до 2 млн руб (отдельно - в случае гибели - расходы на погребение до 25 тыс. руб), за утраченный багаж - до 600 руб за килограмм веса багажа, за утраченные личные вещи (в салоне воздушного судна) - до 11 тыс. руб .

## Страхование экипажа
Страхование экипажа производится в двух формах:
- страхование на случай потери лицензии;
- страхование экипажа воздушного судна от несчастного случая

## Финансовые показатели авиационного страхования для России
Таблица «Страховые премии и выплаты по основным видам авиационного страхования, данные ФССН/ФСФР/ЦБ РФ, 2010/13 год»
| Годы | Страхование каско авиасудов | Страхование каско авиасудов | Страхование каско авиасудов | Добровольное страхование ответственности авиаперевозчиков | Добровольное страхование ответственности авиаперевозчиков | Добровольное страхование ответственности авиаперевозчиков |
| Годы | Премии, тыс.руб             | Выплаты, тыс.руб            | Коэффициент выплат,%        | Премии, тыс.руб                                           | Выплаты, тыс.руб                                          | Коэффициент выплат,%                                      |
| 2010 | 5 062 987                   | 1 573 352                   | 31.08                       | 2 713 109                                                 | 275 487                                                   | 10.15                                                     |
| 2011 | 4 952 161                   | 2 050 803                   | 41.41                       | 2 683 405                                                 | 245 023                                                   | 9.13                                                      |
| 2012 | 5 772 320                   | 2 907 917                   | 50.38                       | 2 561 463                                                 | 332 281                                                   | 12.97                                                     |
| 2013 | 6 592 529                   | 3 710 018                   | 56.28                       | 2 603 892                                                 | 310 156                                                   | 11.91                                                     |